# Osthouse

Osthouse este o comună în departamentul Bas-Rhin, Franța. În 1 ianuarie 2022 avea o populație de 955 de locuitori.